# Lorenz Winkler-Horaček
Lorenz Winkler-Horaček ist ein deutscher Klassischer Archäologe.

## Leben
Lorenz Winkler-Horaček studierte von 1982 bis 1991 Klassische Archäologie, Alte Geschichte und Islamwissenschaften an der Ruprecht-Karls-Universität Heidelberg und an der Freien Universität Berlin. Ein Stipendium des Deutschen Akademischen Austauschdiensts ermöglichte ihm einen Studienaufenthalt in Tunis. Die Promotion erfolgte 1991 mit einer Arbeit zum Thema Salus. Vom Staatskult zur politischen Idee. Eine archäologische Untersuchung in Heidelberg. Das Reisestipendium des Deutschen Archäologischen Instituts erlaubte ihm, 1991/1992 den Mittelmeerraum und den Nahen Osten zu bereisen. 1993 wurde Winkler-Horaček Hochschulassistent für Klassische Archäologie am Heinrich Schliemann-Institut für Altertumswissenschaften der Universität Rostock; 2000 wurde er dort Wissenschaftlicher Mitarbeiter. Die Habilitation erfolgte im Februar 2004 mit einer Arbeit über Monster/Mischwesen in der frühgriechischen Kunst. 2002 und 2008 erhielt er als Auszeichnung den Förderpreis für Lehre von der Gesellschaft der Förderer der Universität Rostock, 2007 den Anerkennungspreis vom Bundesministerium für Bildung und Forschung im Hochschulwettbewerb Geist begeistert. 2007 wechselte Winkler-Horaček an das Institut für Klassische Archäologie der Freien Universität Berlin. Dort ist er Kustos der Abguss-Sammlung Antiker Plastik Berlin, war zunächst Akademischer Rat und ist seit 2014 außerplanmäßiger Professor.
Die Forschungen Winkler-Horačeks sind bildwissenschaftlich ausgerichtet. Schwerpunkte liegen auf den Bilderwelten des archaischen Griechenlands und Roms, hier insbesondere auf dem Verhältnis von Mensch und Tier sowie auf den Mechanismen der sogenannten römischen Repräsentationskunst. Weitere Forschungsschwerpunkte sind die Geschichte und kulturgeschichtliche Bedeutung von Abguss-Sammlungen antiker Skulpturen. Er hat zudem mehrere archäologische Ausstellungen organisiert.

## Schriften
- Salus. Vom Staatskult zur politischen Idee. Eine archäologische Untersuchung (= Archäologie und Geschichte. Band 4). Verlag Archäologie und Geschichte, Heidelberg 1995, ISBN 3-9801863-3-4 (= Dissertation, Universität Heidelberg 1991).
- (Hrsg. mit Christiane Reitz) Amor und Psyche: Eine Erzählung in zwölf Bildern. Eine Ausstellung der Abguss-Sammlung Antiker Plastik des Instituts für Klassische Archäologie der Freien Universität Berlin und des Fachgebietes Latein des Heinrich-Schliemann-Instituts für Altertumswissenschaften der Universität Rostock. Verlag Marie Leidorf, Rahden 2008, ISBN 978-3-89646-059-2.
- (Hrsg.) Wege der Sphinx: Monster zwischen Orient und Okzident. Eine Ausstellung der Abguss-Sammlung Antiker Plastik des Instituts für Klassische Archäologie der Freien Universität Berlin. Verlag Marie Leidorf, Rahden 2011, ISBN 978-3-89646-063-9.
- (Hrsg. mit Nele Schröder) ...von gestern bis morgen... – Zur Geschichte der Berliner Gipsabguss-Sammlung(en). Verlag Marie Leidorf, Rahden 2012, ISBN 978-3-89646-068-4.
- Monster in der frühgriechischen Kunst. Die Überwindung des Unfassbaren (= Image & Context. Band 4). Walter de Gruyter, Berlin/Boston 2015, ISBN 978-3-11-018900-1.
- mit Annetta Alexandridis (Hrsg.): Destroy the Copy – Plaster Cast Collections in the 19th–20th Centuries. Demolition, Defacement, Disposal in Europe and Beyond. De Gruyter, Berlin 2022, ISBN 9783110751314.